# Neoscutops peruvianus
Neoscutops peruvianus är en tvåvingeart som beskrevs av Willi Hennig 1969. Neoscutops peruvianus ingår i släktet Neoscutops och familjen savflugor.
Artens utbredningsområde är Peru. Inga underarter finns listade i Catalogue of Life.